# Bonadies de Bonadie
Bonadies de Bonadie (Roma, XII secolo – ante 1163) è stato un cardinale italiano.

## Biografia
Fu creato cardinale diacono nel concistoro del dicembre 1155 da papa Adriano IV con il titolo di Sant'Angelo in Pescheria. Controfirmò le bolle papali emesse tra il 20 marzo 1157 e il 18 marzo 1158.
Nel marzo 1158 optò per l'ordine dei cardinali presbiteri e per il titolo di San Crisogono.
Partecipò al conclave del 1159 e, nella scissione del collegio cardinalizio che portò ad una doppia elezione pontificia, si schierò fra gli elettori di Rolando Bandinelli, che venne eletto con nome di Alessandro III.
Nell'agosto 1161 fu inviato dal pontefice a Costantinopoli, presso l'imperatore Manuele I Comneno, in qualità di legato insieme con Enrico arcivescovo di Benevento. Lo svolgimento della legazione non è noto ed in ogni caso è l'ultimo riferimento su Bonadie, tanto che alcuni storici, come Ohnsorge, ritengono che sia morto durante la missione, dato che in una lettera inviata nel 1163 dal cardinale Guglielmo di San Pietro in Vincoli all'imperatore Manuele si fa riferimento alla relazione del solo Enrico di Benevento.